# 埼玉県道・群馬県道22号上里鬼石線

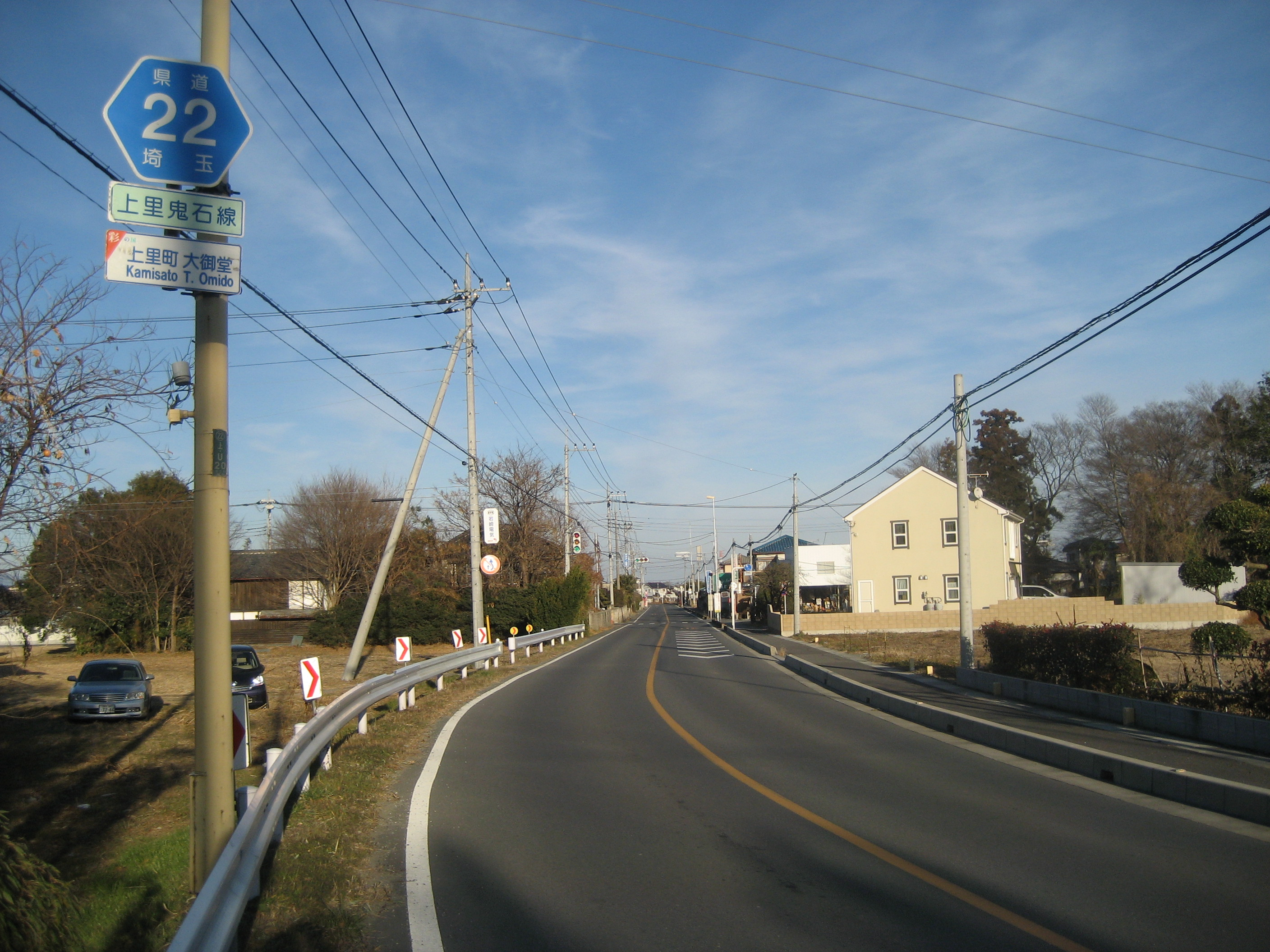
上里町内

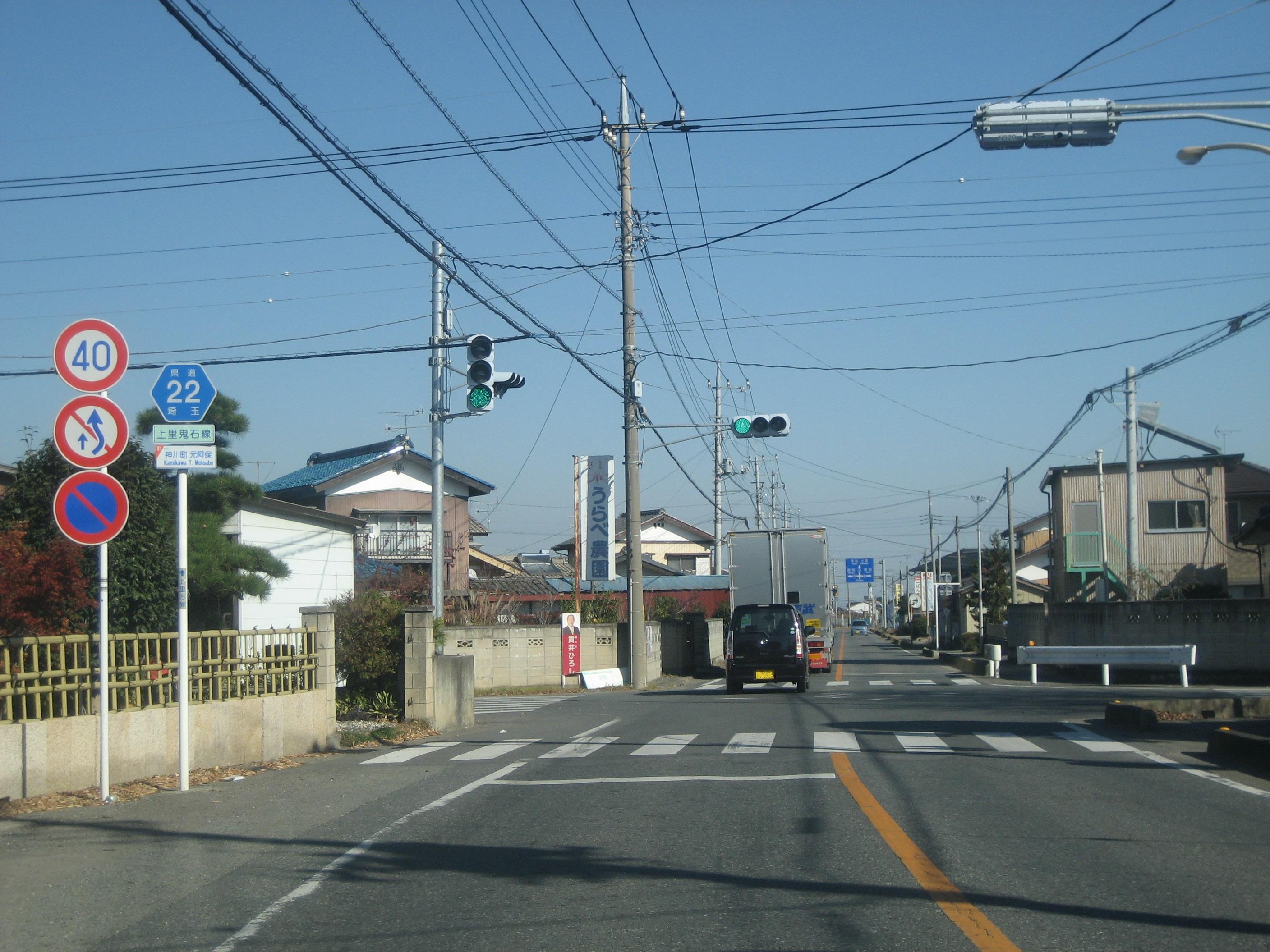
神川町内

埼玉県道・群馬県道22号上里鬼石線（さいたまけんどう・ぐんまけんどう22ごう かみさとおにしせん）は、埼玉県児玉郡上里町から群馬県藤岡市に至る県道（主要地方道）である。

## 概要
起点を埼玉県児玉郡上里町、終点を群馬県多野郡鬼石町とする、埼玉県と群馬県より認定を受けた県道の路線である。埼玉県児玉郡上里町神保原町の国道17号交点から、途中関越自動車道・上越新幹線・八高線と交差し、神流川を渡って、群馬県藤岡市鬼石の群馬県道13号前橋長瀞線交点に至る。

### 路線データ
- 起点：埼玉県児玉郡上里町神保原町（国道17号交点、神保原(南)交差点）
- 終点：群馬県藤岡市鬼石282番の1（群馬県道13号前橋長瀞線交点、本町交差点）[2]

## 歴史
- 1972年（昭和47年）3月31日：群馬県より、前身にあたる県道本庄鬼石線（〈本庄市 - 児玉郡児玉町〉 - 多野郡鬼石町、整理番号44）として路線認定される[3]。
  - 同日、前々身にあたる児玉鬼石線（埼玉県児玉郡児玉町 - 多野郡鬼石町、整理番号32）を廃止[4]。
- 1993年（平成5年）5月11日：建設省から、県道新宿上里線・県道本庄鬼石線の一部・県道児玉新町線の一部が上里鬼石線として主要地方道に指定される[5]。
- 1994年（平成6年）4月1日：群馬県より、県道上里鬼石線（整理番号85）として路線認定される[1]。同日、群馬県内の前身路線である、本庄鬼石線（整理番号39）を廃止[6]。埼玉県が整理番号を6から22へ変更[要出典]。

## 地理

### 通過する自治体
- 埼玉県
  - 上里町
  - 神川町
- 群馬県
  - 藤岡市

### 交差する道路
| 交差する道路                | 交差する道路                | 交差点名     | 所在地 | 所在地 | 所在地   |
| --------------------------- | --------------------------- | ------------ | ------ | ------ | -------- |
| 国道17号                    | 国道17号                    | 神保原南     | 埼玉県 | 上里町 | 神保原町 |
| 埼玉県道392号勅使河原本庄線 | 埼玉県道392号勅使河原本庄線 | 神保原陸橋北 | 埼玉県 | 上里町 | 神保原町 |
| 本線                        | 埼玉県道23号藤岡本庄線      | 本郷         | 埼玉県 | 上里町 | 七本木   |
| 埼玉県道131号児玉新町線     | 埼玉県道131号児玉新町線     | 三町         | 埼玉県 | 上里町 | 三町     |
| 本線                        | 埼玉県道23号藤岡本庄線      | 三町西       | 埼玉県 | 上里町 | 三町     |
| 国道254号                   | 国道254号                   | 元阿保       | 埼玉県 | 神川町 | 元阿保   |
| 国道462号                   | 国道462号                   | 新宿         | 埼玉県 | 神川町 | 新宿     |
| 埼玉県道289号矢納浄法寺線   | 本線                        | 渡戸橋       | 埼玉県 | 神川町 | 渡瀬     |
| 群馬県道13号前橋長瀞線      | 群馬県道13号前橋長瀞線      | 本町         | 群馬県 | 藤岡市 | 鬼石     |

### 重複区間
- 埼玉県道23号藤岡本庄線（上里町大字七本木・本郷交差点 - 上里町大字三町・三町西交差点）

### 交差する鉄道と河川
- 高崎線（神保原陸橋）
- 上越新幹線
- 八高線
- 神流川（渡戸橋）

### 沿線にある施設
| 施設                         | 所在地 | 所在地 |
| ---------------------------- | ------ | ------ |
| 神保原駅                     | 埼玉県 | 上里町 |
| 上里町立東小学校             | 埼玉県 | 上里町 |
| 上里町町民体育館             | 埼玉県 | 上里町 |
| 上里町立七本木小学校         | 埼玉県 | 上里町 |
| 上里三町郵便局               | 埼玉県 | 上里町 |
| 丹荘駅                       | 埼玉県 | 神川町 |
| 神川町役場                   | 埼玉県 | 神川町 |
| 児玉郡市広域消防本部神川分署 | 埼玉県 | 神川町 |
| 神川町立神川中学校           | 埼玉県 | 神川町 |
| 青柳郵便局                   | 埼玉県 | 神川町 |
| 神川町立青柳小学校           | 埼玉県 | 神川町 |
| 新宿ふれあい公園             | 埼玉県 | 神川町 |
| こだま神川カントリークラブ   | 埼玉県 | 神川町 |
| 藤岡市鬼石総合支所           | 群馬県 | 藤岡市 |
| 藤岡市立鬼石中学校           | 群馬県 | 藤岡市 |